# Fire of Love (Earth & Fire)
Fire of Love is de tweede single van Earth & Fire die uitgegeven werd om het muziekalbum Reality Fills Fantasy te promoten. Weekend, de voorganger, was echter buitengewoon succesvol geweest en was een gewoon popliedje; Fire of Love, in een andere mix dan de albumversie, was meer gericht op de toenmalige doelgroep bij de elpees, de liefhebber van progressieve rock. Dat was op zich vreemd, want meestal schreven de gebroeders Koerts de progressieve rock-gedeelten, maar Fire of Love werd gecomponeerd door het stel Bert Ruiter en Jerney Kaagman.
Het nummer begint met een fade-in waarbij Chris Koerts op een Gilmouresque wijze een lome gitaarsolo speelt. Vervolgens komt een tweetal coupletten voorbij, een korte break; wederom een couplet en een langzame fade-out waarbij Chris Koerts rustig verder speelt alsof er in de tussentijds niets gebeurd is. Daaronder speelt Ruiter een pompende basgitaar en Ab Tamboer een strakke slag. De B-kant werd gevormd door Season of the Falling Leaves.

## Lijsten
| "Fire of Love" in de Nederlandse Top 40 - Binnen: week 9/1980 | "Fire of Love" in de Nederlandse Top 40 - Binnen: week 9/1980 | "Fire of Love" in de Nederlandse Top 40 - Binnen: week 9/1980 | "Fire of Love" in de Nederlandse Top 40 - Binnen: week 9/1980 | "Fire of Love" in de Nederlandse Top 40 - Binnen: week 9/1980 | "Fire of Love" in de Nederlandse Top 40 - Binnen: week 9/1980 | "Fire of Love" in de Nederlandse Top 40 - Binnen: week 9/1980 |
| Week                                                          | 1                                                             | 2                                                             | 3                                                             | 4                                                             | 5                                                             | 6                                                             |
| ------------------------------------------------------------- | ------------------------------------------------------------- | ------------------------------------------------------------- | ------------------------------------------------------------- | ------------------------------------------------------------- | ------------------------------------------------------------- | ------------------------------------------------------------- |
| Nummer                                                        | 36                                                            | 27                                                            | 23                                                            | 23                                                            | 32                                                            | uit                                                           |

| "Fire of Love" in de Nederlandse Single Top 100 - Binnen: 15-03-1980 | "Fire of Love" in de Nederlandse Single Top 100 - Binnen: 15-03-1980 | "Fire of Love" in de Nederlandse Single Top 100 - Binnen: 15-03-1980 | "Fire of Love" in de Nederlandse Single Top 100 - Binnen: 15-03-1980 | "Fire of Love" in de Nederlandse Single Top 100 - Binnen: 15-03-1980 | "Fire of Love" in de Nederlandse Single Top 100 - Binnen: 15-03-1980 | "Fire of Love" in de Nederlandse Single Top 100 - Binnen: 15-03-1980 |
| Week                                                                 | 1                                                                    | 2                                                                    | 3                                                                    | 4                                                                    | 5                                                                    | 6                                                                    |
| -------------------------------------------------------------------- | -------------------------------------------------------------------- | -------------------------------------------------------------------- | -------------------------------------------------------------------- | -------------------------------------------------------------------- | -------------------------------------------------------------------- | -------------------------------------------------------------------- |
| Nummer                                                               | 35                                                                   | 20                                                                   | 20                                                                   | 35                                                                   | 49                                                                   | uit                                                                  |